# 成富信種
成富 信種（なりどみ のぶたね）は、戦国時代から安土桃山時代にかけての武将。龍造寺氏の家臣。

## 生涯
永正6年（1509年）に誕生。実父は不明で、成富種貞は養父である。また龍造寺隆信の鑓長17人の内の一人で、『大蔵姓 成冨家譜』は信種を「弁才利口ニシテ、武ニ秀デ」と評している。
弘治4年（1558年）、神代勝利と八戸宗暘が龍造寺勢と対陣した際、信種は神代・八戸両勢を陣を布く春日山から炙り出すべく高城寺を焼き討ちして、両勢を本拠の山内へと退却せしめた。永禄6年（1563年）、肥前有馬氏との戦いで養父の種貞が討ち死にしたため、その名跡を継いだ。
永禄12年（1569年）3月、大友氏の軍勢が龍造寺氏を攻めるべく姉境塚にまで攻め来た際、龍造寺勢は毛利氏に助勢を頼むのであるが、信種はそれまで敵の足を止めるべく敵将の戸次鑑連（後の立花道雪）の陣へ謀言を弄して時間稼ぎに成功している。また翌元亀元年（1570年）の今山の戦いの際には、鍋島信生（後の鍋島直茂）の陣営に属して軍功を上げた。天正3年（1575年）、隆信が家督を嫡子の政家に譲るべく自らの居城を須古城と定めた際、信種は勝屋勝一軒・小林播磨守と共にその普請役を仰せ付かっている。
天正7年（1579年）、信種は老齢を理由に隠居し、家督を嫡男の久蔵へ譲った。しかし久蔵が早世（没年・享年共に不明）したため、信種は天正11年（1583年）に自らの領地を残る9人の子らに分け与えるべく政家に願い出てこれを許されている。また同年に出家し「常三」と号した。信種は隆信の行状が日に日に荒れることを危惧して、上洛し伊勢神宮や加茂神社などを参詣して隆信の武運を願い上方を廻っていたが、翌天正12年（1584年）3月24日に沖田畷の戦いで隆信が討ち死にしたと聞き及び4月に帰国、信種は程無くして病にかかり同年7月に死去した。享年76。